# Чорний тюльпан
Чорний тюльпан (фр. La Tulipe noire) — історичний роман французького письменника Олександра Дюма-батька, присвячений драматичним подіям 1672 року, який відомий в історії Нідерландів як «рік лих» (нід. Rampjaar). Вперше роман опублікований у 1850 році видавництвом Baudry.

## Персонажі
- Вільгельм III Оранський, штатгальтер Нідерландів, згодом — король Англії та Шотландії.
- Йоган де Вітт, великий пенсіонарій Нідерландів.
- Корнеліус де Вітт, брат Йогана де Вітта.
- Полковник ван Дікен, ад'ютант Вільгельма Оранського.
- Доктор Корнеліус ван Берле, любитель тюльпанів, хрещеник Корнеліуса де Вітта.
- Ісаак Бокстель, сусід ван Берле.
- Граф Тіллі, капітан Гаазької кінноти.
- Ван Систенс, бургомістр Гарлема і голова його садівничого товариства.
- Грифус, тюремник, батько Рози.
- Роза, донька Грифуса.

## Сюжет
Події, описані в романі, починаються у 1672 році з повстання у Гаазі проти великого пасіонарія Йогана де Вітта  та його брата Корнеліуса, яких вважали винуватцями у поразці у війні із Францією. Тому повсталі виступили за відновлення у країни штатгальтерства та надання влади принцу Вільгельму Оранському.
В цей час Нідерланди були охоплені тюльпаноманією та місто Гарлем запропонувало нагороду у 100 000 флоринів тому, хто зможе виростити чорний тюльпан.
Головний герой роману, доктор Корнеліус ван Берле, хрещеник Корнеліуса де Вітта, відомий у місті Дордрехт любитель тюльпанів. Він прагне виростити чорний тюльпан та через це, в особі свого сусіда, Ісаака Бокстела, має ворога, який із заздрощів повідомляє владі про його зв'язок із Корнеліусом де Віттом.
Ван Берле заарештований і засуджений до страти. Під час арешту він втратив все, але зберіг три цибулини тюльпанів, з яких мав надію виростити чорні квіти, та які, у будь який спосіб, намагався викрасти І. Бокстел.
У в'язниці ван Берле зустрічає доньку тюремника Розу та закохується в неї. У Рози взаємні почуття до Корнеліуса.
Чекаючи на страту, Корнеліус дарує Розі цибулини з проханням виростити чорний тюльпан, пред'явити його Гарлемському товариству садівників та отримати визначену винагороду. Але страту Корнеліуса, за указом штатгальтера, замінюють довічним ув'язненням.
В подальшому Розі за допомогою ван Берле вдається виростити чорний тюльпан, який викрадає І. Бокстел. Але Розі вдається відновити справедливість. За збігом обставин викривається невинність ван Берле, його звільняють із в'язниці, він одружується із Розою та вони отримують винагороду за чорний тюльпан.

## Сприйняття
За публікацією літературного сайту, присвяченого творчості О. Дюма, роман «Чорний тюльпан» «вважається окремою історією у творчості Дюма. Дійсно, на відміну від більшості його романів, сюжет дуже простий. У ньому невелика кількість персонажів і дуже унікальна героїня: квітка…».
Сучасна американська авторка Маріелла Хант вважає «Чорний тюльпан» прекрасним твором з готичним відтінком.

## Екранізації
Свято чорного тюльпана / Das Fest der schwarzen Tulpe — 1920, Німеччина, режисери Марія Луїза Друпа, Мухсин Ертугрул.
Чорний тюльпан / De zwarte tulp — 1921, Велика Британія, Нідерланди, режисери Моріц Бінгер, Френк Річардсон.
Чорний тюльпан / The Black Tulip — 1937, Велика Британія, режисер Алекс Брюс.
Чорний тюльпан / The Black Tulip — 1970, Велика Британія, режисер Дерек Мартинус.
Чорний тюльпан / Black Tulip — 1988, Австралія (мультфільм).